# Daniele Bonera
Daniele Bonera (Brescia, Provincia de Brescia, Italia, 31 de mayo de 1981) es un exfutbolista italiano. Jugaba de defensa y se retiró en 2019, siendo su último equipo el Villarreal Club de Fútbol de la Primera División de España. Actualmente es entrenador del Milan Futuro.

## Trayectoria como jugador
Comenzó su carrera en el Brescia integrando el plantel de la temporada 1998-99 en la Serie B, pero sin disputar ningún encuentro. En la siguiente temporada jugó 5 partidos y logró ascender a la Serie A, en la que debutó el 1 de octubre de 2000.
La temporada 2001-02 jugó su última temporada en el Brescia en el que jugó un total de 72 partidos, de los cuales 55 fueron en la Serie A. Desde la temporada 2002-03 hasta la temporada 2005-06 jugó en el Parma, en que disputó un total de 136 partidos y convirtió su primer gol en la Serie A y fue contra su exequipo el Brescia. Antes de comenzar la temporada 2006-07 fue adquirido por el A. C. Milan.
Su debut en la Liga de Campeones de la UEFA fue el 17 de octubre de 2006 frente al Anderlecht, partido en el que recibió una tarjeta roja, luego de recibir dos tarjetas amarillas, en el minuto 47 de juego. Con el Milan obtuvo la Liga de Campeones de la UEFA 2006-07, la Supercopa de Europa 2007 y el Mundial de Clubes 2007. También fue campeón de la Serie A en la temporada 2010/11 y ese mismo año consiguió la Supercopa de Italia. Tras estos logros, fue poco a poco perdiendo peso en el equipo. 
El 1 de septiembre de 2015 y tras quedarse sin ficha en el Milan, aterrizó en el Villarreal Club de Fútbol de la Primera División de España por un año. Renovó su contrato por un año más al finalizar la temporada, y en 2017 volvió a revisar su contrato por una campaña más, debido a su buena adaptación al club y a su experiencia.

## Trayectoria como entrenador
En 2019, decide colgar las botas y ser segundo entrenador de Marco Giampaolo en la Associazione Calcio Milan. En octubre de ese mismo año, Giampaolo es despedido tras una serie de malos resultados. Sólo Bonera y el entrenador de porteros Luigi Turci se mantienen en el cuerpo técnico de Stefano Pioli, sustituto de Giampaolo.
En noviembre de 2020, tanto Stefano Pioli como su segundo entrenador Giacomo Murelli dan positivo por coronavirus. Bonera asume el cargo de entrenador durante la cuarentena de Pioli, y debuta en el banquillo en el Napoli-Milan el 22 de noviembre con victoria por 1-3.

## Selección nacional
Ha sido internacional con la selección de fútbol de Italia en 16 ocasiones. Debutó el 5 de septiembre de 2001, en un encuentro amistoso ante la selección de Marruecos que finalizó con marcador de 1-0 a favor de los italianos.

### Participaciones en Eurocopas
| Eurocopa                | Sede     | Resultado |
| ----------------------- | -------- | --------- |
| Eurocopa Sub-21 de 2002 | Suiza    | Semifinal |
| Eurocopa Sub-21 de 2004 | Alemania | Campeón   |

## Clubes
| Club             | País   | Año         | Partidos | Anotado |
| ---------------- | ------ | ----------- | -------- | ------- |
| Brescia Calcio   | Italia | 1998 - 2002 | 68       | 0       |
| Parma F. C.      | Italia | 2002 - 2006 | 139      | 1       |
| A. C. Milan      | Italia | 2006 - 2015 | 201      | 0       |
| Villarreal C. F. | España | 2015 - 2019 | 33       | 0       |

## Palmarés

### Campeonatos nacionales
| Título              | Club        | País   | Año     |
| ------------------- | ----------- | ------ | ------- |
| Serie A             | A. C. Milan | Italia | 2010-11 |
| Supercopa de Italia | A. C. Milan | Italia | 2011    |

### Copas internacionales
| Título                 | Equipo              | País     | Año  |
| ---------------------- | ------------------- | -------- | ---- |
| Eurocopa Sub-21        | Selección de Italia | Alemania | 2004 |
| Liga de Campeones      | A. C. Milan         | Grecia   | 2007 |
| Supercopa de Europa    | A. C. Milan         | Mónaco   | 2007 |
| Copa Mundial de Clubes | A. C. Milan         | Japón    | 2007 |

## Condecoraciones
| Condecoración                                             | Año  |
| --------------------------------------------------------- | ---- |
| Caballero de la Orden al Mérito de la República Italiana. | 2004 |